# Franeker
Franeker (en frison : Frjentsjer) est une ville et le chef-lieu de la commune néerlandaise de Waadhoeke, dans la province de Frise.

## Géographie
La ville est située dans l'ouest de la Frise, à 8 km à l'est de la mer des Wadden et à 16 km à l'ouest de Leeuwarden.

## Histoire
Franeker a été le siège de la deuxième plus ancienne université des Pays-Bas, elle fut fondée en 1585, peu de temps après l’université de Leyde avec l'appui du stadhouder de Frise Guillaume-Louis de Nassau-Dillenbourg. Elle fut fermée en 1811.
Franeker était une commune indépendante avant le 1er janvier 1984, où elle est supprimée et rattachée à la commune de Franekeradeel. Le 1er janvier 2018, celle-ci est supprimée et fusionnée avec Het Bildt, Menameradiel et une partie de Littenseradiel pour former la nouvelle commune de Waadhoeke.

## Galerie

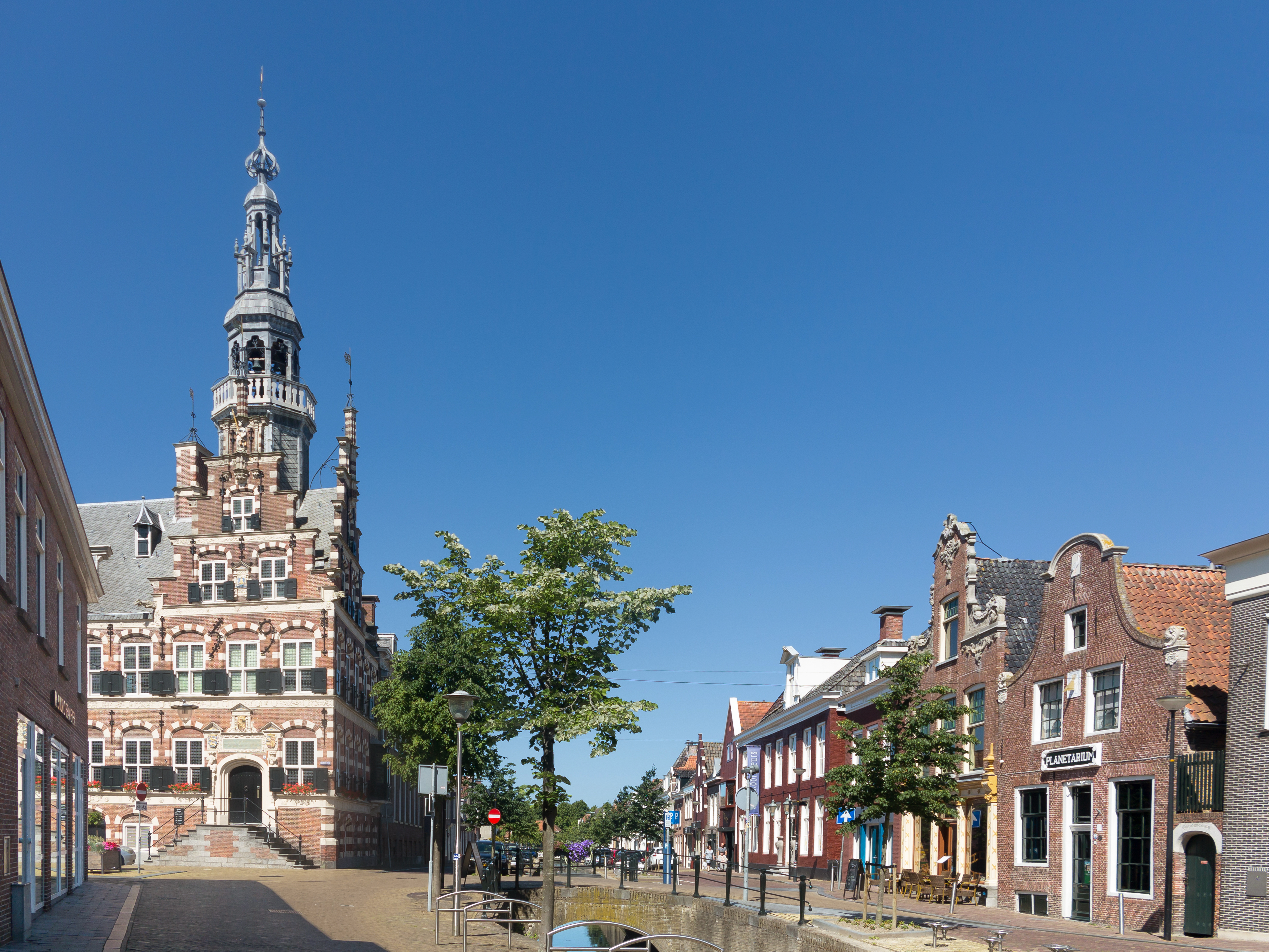
L'hôtel de ville et le planétarium
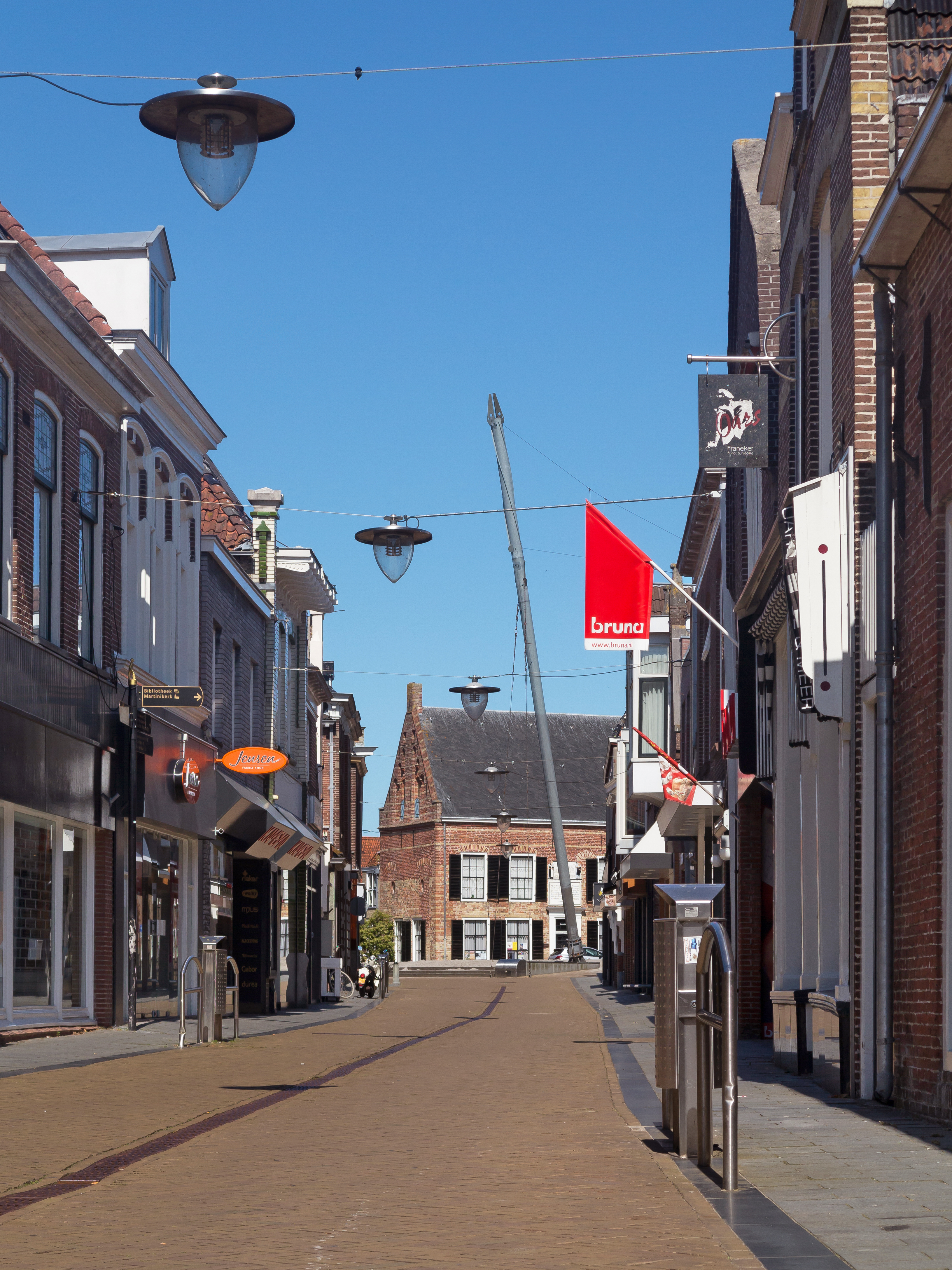
La ruelle entre la Dijkstraat et l'église (de Sint Franciskuskerk)
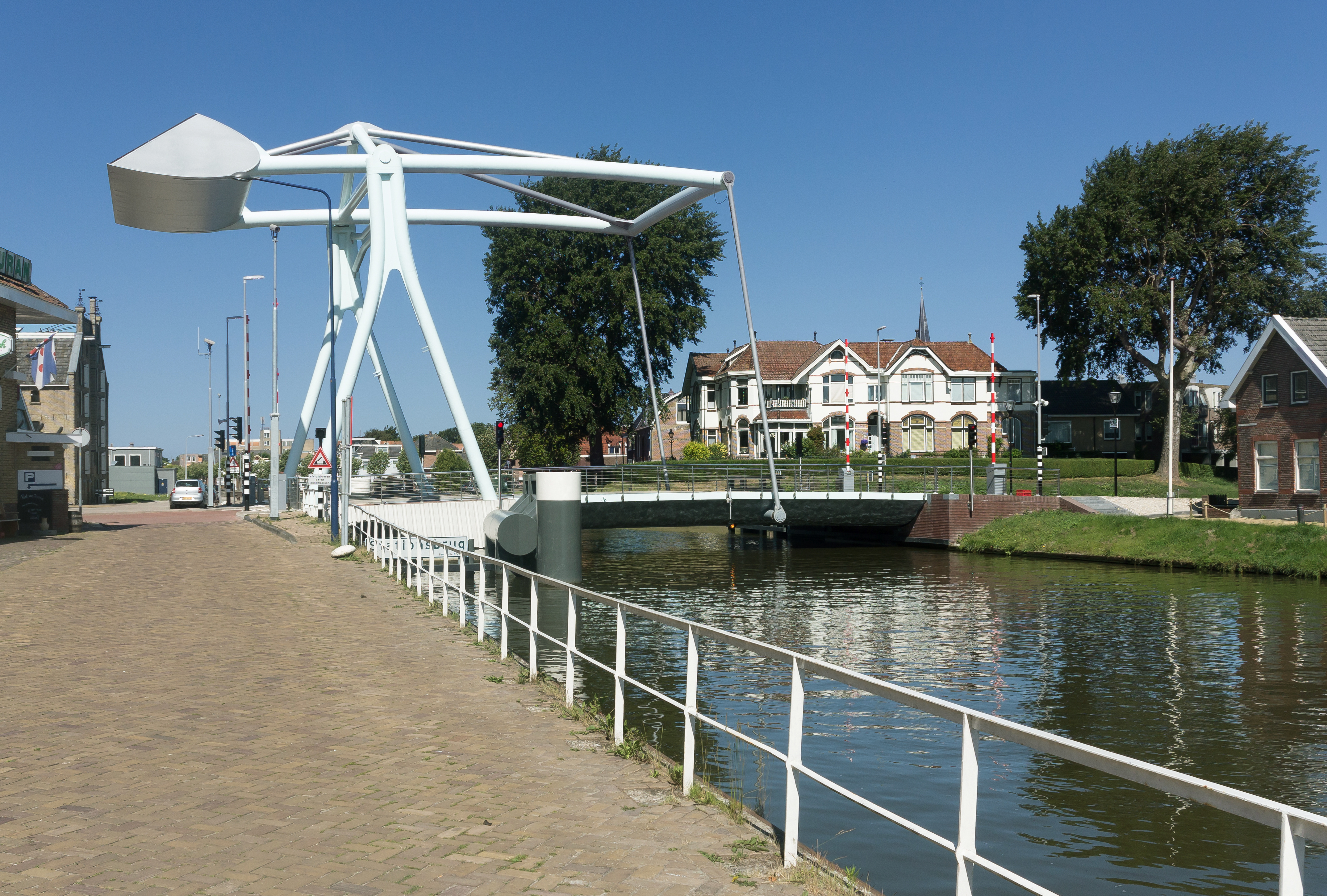
Le pont basculant: de Stationsbrug

## Personnalités liées à Franeker
- Johan Valckenaer (1759-1821), homme politique et diplomate, y est né.
- Jan Oort (1900-1992), astronome dont plusieurs concepts et objets astronomiques portent le nom, né dans la commune.
- Eise Eisinga (1744-1828), astronome, mort dans la commune.